# ジブリル・ウィルソン
ジブリル・ウィルソン（Gibril Donald Wilson 1981年11月12日 - ）はシエラレオネ・フリータウン出身の元アメリカンフットボール選手。現役時代のポジションはセイフティ。

## 経歴
シエラレオネで生まれた彼はカリフォルニア州サンノゼで育った。高校時代はワイドレシーバーとディフェンシブバックとしてプレーした。NCAAディビジョンIの大学からオファーを受けられなかった彼はシティ・カレッジ・オブ・サンフランシスコに進学した。2年後に彼は南カリフォルニア大学、オレゴン大学、フロリダ大学からもオファーを受けたがテネシー大学に編入した。
2004年のNFLドラフト5巡目でニューヨーク・ジャイアンツに指名されて入団した。ジャイアンツでは4年間で先発出場51試合を含む52試合に出場し360タックル、6サック、11インターセプトの成績を残し第42回スーパーボウルでは先発セイフティとして優勝に貢献、チャンピオンリングを獲得した。
2008年、オークランド・レイダースとNFL史上セイフティとして最高級クラスである6年間3900万ドルで契約し自己ベストの129タックル、1.5サック、2インターセプトの成績を残したが翌2009年2月20日わずか1シーズンでレイダースから放出された。
同年2月26日、マイアミ・ドルフィンズと5年間2750万ドル（800万ドルの保証）で契約した。彼は先発フリーセイフティとして期待されたがタイトエンドやランニングバックを十分にカバーできなかった。ドルフィンズが許した25ヤード以上のパスプレーの多くは彼がカバーするべき選手へのパスであった。この年第2週のインディアナポリス・コルツとのマンデーナイトフットボールの最初のプレーで相手QBペイトン・マニングからダラス・クラークへの20ヤードほどのパスに対してタックルミスし88ヤードのタッチダウンを許した。この年彼は93タックル、1サック、インターセプトはあげられず2010年3月5日チームから解雇された。
2010年5月6日、シンシナティ・ベンガルズと契約したが8月20日のフィラデルフィア・イーグルスとのプレシーズンゲームでひざを負傷した。